# Jean-Jacques Chifflet

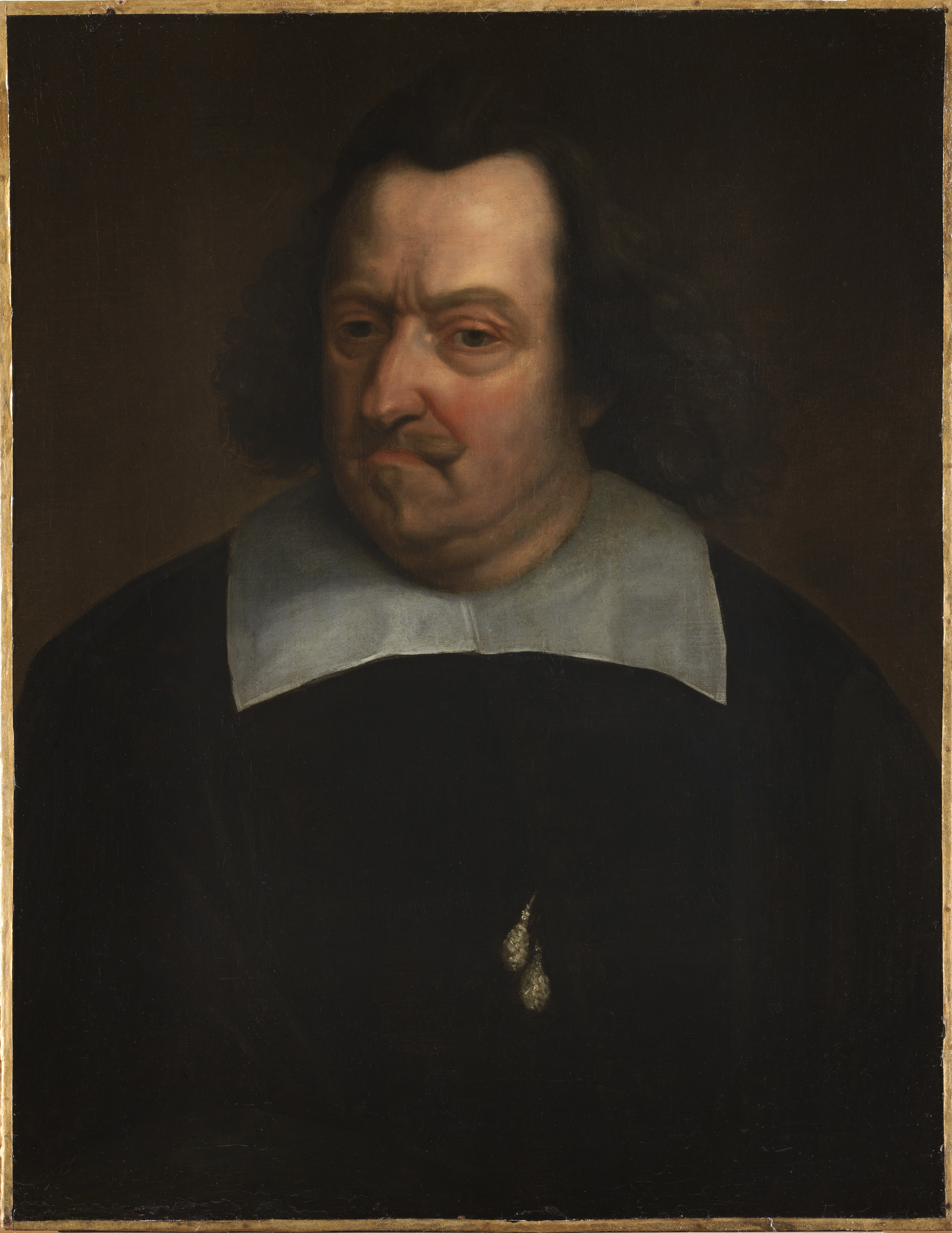
Portret door Balthasar van Meurs (ca. 1650) in het Museum Plantin-Moretus van Antwerpen.

Jean-Jacques Chifflet (Besançon, 21 januari 1588 – Brussel, 20 april 1673) was een arts, antiquariër en auteur uit de geleerde familie Chifflet.

## Leven
Jean-Jacques was de oudste zoon van de geneesheer Jean Chifflet (1550-1602). Hij studeerde filosofie aan de Universiteit van Dole en vervolgde met geneeskunde in Parijs (1605-1607) en in Padua. Tussendoor observeerde hij in Bern Apollonia Skreier, een meisje dat al vijf jaar niets at en waarover hij zijn eerste boek schreef. Na zijn studies nam hij de tijd voor een reis langs Venetië, Rome, Napels, Toscane, Genua, Marseille, Arles, Montpellier, Avignon, Vienne en Lyon. Hij toonde een grote antiquarische belangstelling. In 1610 was hij terug in Besançon. Hij werd er hoofdarts (Premier Médecin de la Cité) in 1614 en co-gouverneur in 1616.
In 1621 verhuisde Chifflet naar Brussel om er de belangen van zijn geboortestreek te verdedigen aan het hof. In het Koudenbergpaleis werd hij lijfarts van aartshertogin Isabella en kardinaal-infant Ferdinand. Hij was bevriend met zijn collega Andreas Trevisius. In 1652 behandelde hij landvoogd Leopold Willem van Oostenrijk tegen malaria met kinapoeder. Toen de patiënt herviel, weigerde hij nog meer van het medicijn te nemen en beval hij Chifflet het publiek ertegen te waarschuwen. De geneesheer publiceerde een boek waarin hij erin slaagde tegelijk zijn behandeling te verdedigen en het poeder te bekritiseren, omdat het niet genezend zou zijn maar alleen de tijd tussen koortsaanvallen verlengen. Zijn antiquarische kennis werd aangesproken toen in 1653 het spectaculaire graf van Childerik I in Doornik werd ontdekt. In opdracht van Leopold Willem onderzocht hij de vondsten nauwkeurig. Het rijk geïllustreerde resultaat wordt beschouwd als het eerste wetenschappelijke verslag van een archeologische opgraving en wakkerde de interesse in de oorsprong van het Franse koningshuis aan. Hij vervolgde met een historisch-heraldisch werk over de Fleur de lis.

## Familie
Chifflet was getrouwd met Jeanne Baptiste de Maubouhans, dochter van de burgemeester van Vesoul. Ze hadden twaalf kinderen, van wie er acht de volwassen leeftijd bereikten, onder wie:
- Jules Chifflet (1610-1676), kanunnik in Besançon, abt van Balerne, kanselier van de Orde van het Gulden Vlies
- Jean Chifflet (1614-1666), kanunnik in Besançon en Doornik, auteur
- Henri-Thomas Chifflet, numismaat en aalmoezenier van koningin Christina van Zweden
- Philippe-Eugène Chifflet

## Publicaties
- Asitiae in puella helvetica mirabilis physica exetasis, Besançon, 1607 (over Apollonia Skreier)
- Theoremata ex universa medicina deprompta (medica, physiologica, pathologica, therapeutica, chirurgica, pharmaceutica, chymica), Padua, 1609
- Daedalmatum, Parijs, 1611
- Singulares tam ex curationibus quam ex cadaverum sectionibus observationes, Parijs, 1612
- Vesuntio civitas imperialis libera, Sequanorum metropolis, Lyon, 1618 (geschiedenis van Besançon)
- Lacrymae prisco ritu fusae in exsequiis Sereniss. archiducis Alberti Pii, Belgicae Sequanicique principis, 1621 (voor het overlijden van Albrecht van Oostenrijk)
- De linteis sepulcralibus Christi servatoris crisis historica, Antwerpen, 1624 (over de lijkwade van Besançon)
- Portus Iccius Julii Caesaris demonstratus, 1627 (over Portus Itius)
- Insignia gentilitia equitum ordinis Velleris aurei fecialium verbis enuntiata = Le Blason des armoiries de tous les chevaliers de l'ordre de la Toison d'or, 1632 (over de blazoenen van de vliesridders)
- Recueil des traittez de paix, treves et neutralité entre les couronnes d'Espagne et de France, Antwerpen, 1643 (uitgave van Spaans-Franse verdragen)
- Praelibatio de terra et lege Salica, 1643 (over de Lex Salica)
- Vindiciae Hispanicae, in quibus arcana regia, politica, genealogica, publico pacis bono luce donantur, 1645
- Opera politico-historica ad pacem publicam spectantia, 1650 (vredestraktaat)
- Tenneurius expensus. Ejus calumniae palam repulsae, 1652
- Pulvis febrifugus orbis Americani, 1653 (kritiek op het gebruik van kinapoeder tegen malaria)
- Anastasis Childerici Francorum regis, Antwerpen, 1655 (over het graf van Childerik I)
- Lilium francicum veritate historica, botanica, et heraldica illustratrum, Antwerpen, 1658 (over de Fleur de lis)
- Le Faux Childebrand relégué aux fables. Childebrandus fictus ad larvas amandatus. Opus genealogicum, gallice et latine de industria mixtum, 1659

## Uitgave
- Bernard de Meester de Ravestein, Lettres de Philippe et de Jean-Jacques Chifflet sur les affaires des Pays-Bas (1627-1639), Brussel, Palais des Académies, 1943

## Voetnoten
1. ↑  Mark Honigsbaum en Merlin Willcox, "Cinchona", in: Traditional Medicinal Plants and Malaria, eds. Merlin Willcox, Gerard Bodeker en Philippe Rasoanaivo, 2004, p. 29. Gearchiveerd op 16 augustus 2023.
2. ↑  Jacobs 1999, p. 350-351

- Biblioteca Nacional de España: XX1765334
- Bibliothèque nationale de France: cb12366150g (data)
- Catàleg d'autoritats de noms i títols de Catalunya: 981058515828006706
- Gemeinsame Normdatei: 118675869
- International Standard Name Identifier: 0000 0001 1930 3755
- Library of Congress Control Number: n85010306
- Nationale Bibliotheek van Tsjechië: nlk20000090066
- Nationale Bibliotheek van Israël: 987007280179305171
- Nederlandse Thesaurus van Auteursnamen: 070398364
- LIBRIS: 344578
- Système universitaire de documentation: 032678126
- Virtual International Authority File: 49302355
- WorldCat: E39PBJh4vPmvVPcvVTR33RGfv3